# Callerya atropurpurea
Espèce
Callerya atropurpurea est une espèce de plantes à fleurs de la famille des Fabaceae. C'est un arbre trouvé en Asie.

## Synonymes
- Millettia atropurpurea[2]
- Pongamia atropurpurea[3]
- Padbruggea atropurpurea.
- Whitfordiodendron atropurpurea

## Description
Les fleurs sont pourpres en inflorescence dense.
Les graines sont longues de 5 centimètres.

## Répartition
On trouve l'espèce en Asie du Sud Est, depuis la Birmanie, jusqu'aux Philippines, à Java et Sumatra.

## Liens externes

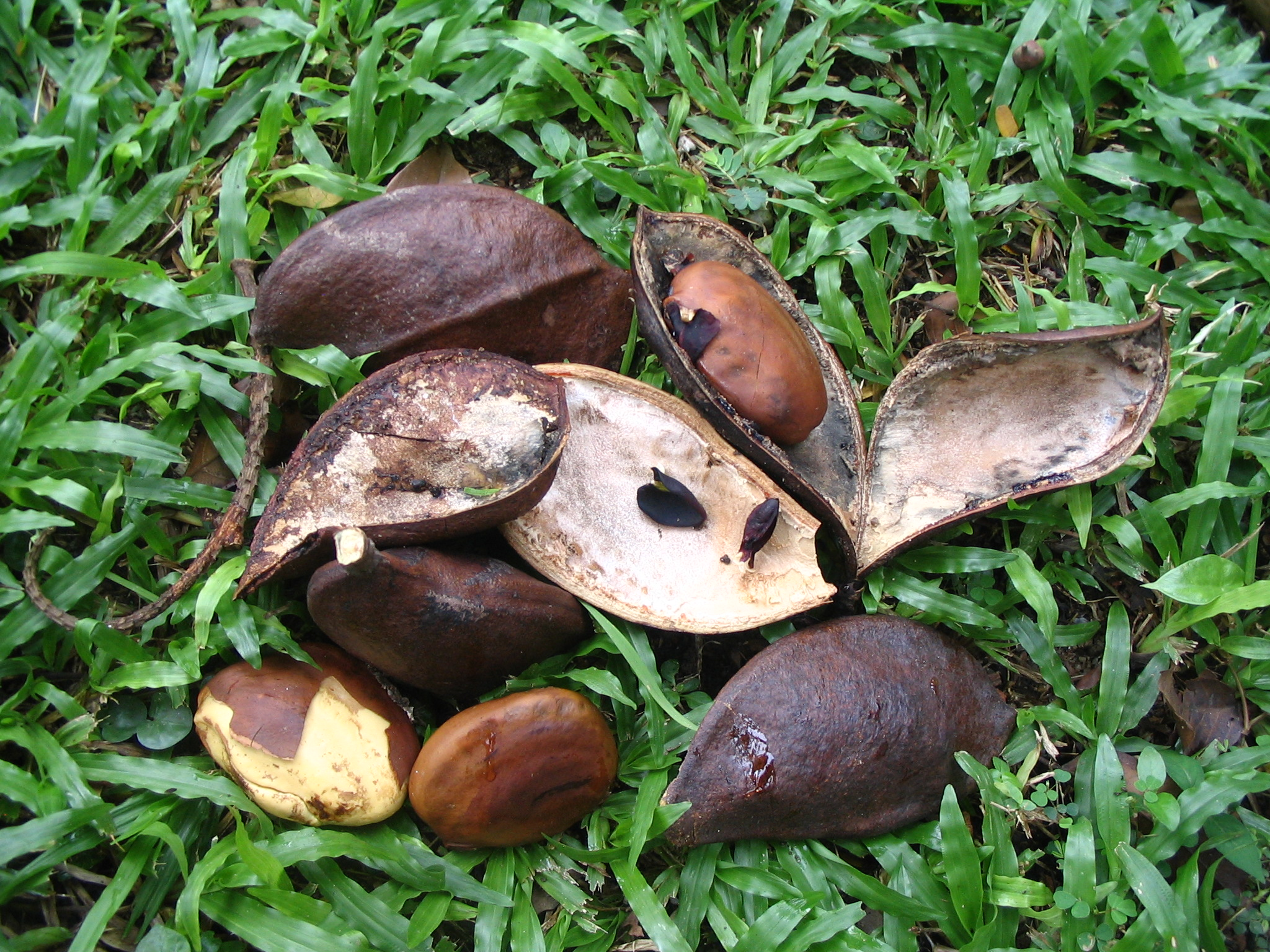
Gousses et graines de Callerya atropurpurea.
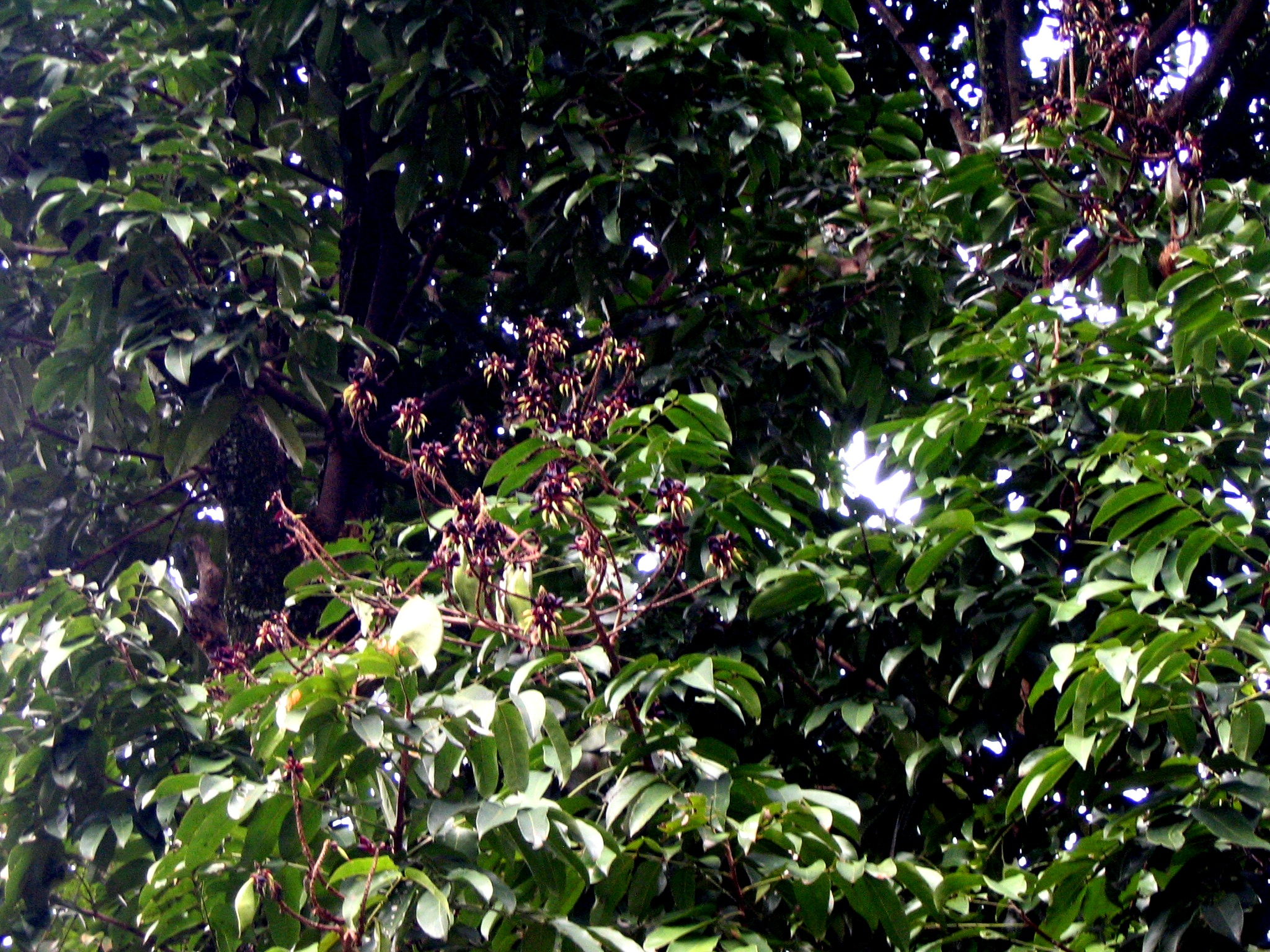
Feuillage de Callerya atropurpurea.